# Thierry Jousse
Pour les articles homonymes, voir Jousse.
Thierry Jousse, né le 24 juin 1961 à Nantes, est un critique de cinéma et réalisateur français.

## Parcours
Après avoir été rédacteur en chef des Cahiers du cinéma entre 1991 et 1996, Thierry Jousse réalise trois courts métrages à partir de 1998.
Parallèlement à ses activités cinématographiques, il écrit sur la musique pendant la seconde moitié des années 1990 pour Les Inrockuptibles et Jazz Magazine. Il collabore à de nombreuses émissions de radio sur France Inter (Le Masque et la Plume), France Musique (notamment les émissions de Bruno Letort) et France Culture.
Sur France Musique, en collaboration avec Laurent Valero, il anime l'émission Easy Tempo de 2008 à 2011, puis pendant l'été 2012 et jusqu'en juillet 2015. À partir de l'été 2016, l'émission devient Retour de plage, toujours sur France Musique, avec, ces dernières années, Thierry Jousse en juillet et Laurent Valero en août.
À partir de septembre 2011, il propose un rendez-vous hebdomadaire avec les musiques de films, le jeudi de 22 h 30 à minuit,. Il crée également à partir de 2012 une version musicale du web magazine Blow Up, fondé par Luc Lagier pour la plate-forme numérique d'Arte. Depuis septembre 2017, il anime, tous les samedis à 13 h, Ciné Tempo, magazine consacré aux musiques de films, en partenariat avec la revue Positif.
Il réalise son premier long métrage, Les Invisibles en 2005. Le tournage du second, Je suis un no man's land, a lieu au cours de l'été 2009 ; le film sort en 2011.
Il publie, en août 2022, le premier volume d'un dictionnaire subjectif consacré à la musique au cinéma.
À partir de septembre 2022, il lance son ciné-club au cinéma le Nouvel Odéon (Paris 6e), le dimanche à 18 h.

## Filmographie

### Réalisateur
- 1998 : Le Jour de Noël (CM)
- 2001 : Nom de code : Sacha (CM)
- 2003 : Julia et les hommes (CM)
- 2005 : Les Invisibles
- 2011 : Je suis un no man's land
- 2011 : Jean Douchet ou l'art d'aimer[10], documentaire

### Acteur
- 2003 : Peau de cochon de Philippe Katerine

## Publications
- John Cassavetes, éd. Cahiers du cinéma, 1989
- Pendant les travaux, le cinéma reste ouvert, éd. Cahiers du cinéma, 2001
- Wong Kar-wai, éd. Cahiers du cinéma, 2006
- David Lynch, éd. Cahiers du cinéma, 2007
- Dictionnaire enchanté de la musique au cinéma, vol. 1, Marest éditeur, 2022
- Bandes originales, une histoire illustrée de la musique au cinéma, éd. EPA, 2022  (ISBN 978-2-37671-077-6)
- Vinyles de légende, éd. EPA / Radio France, 2024  (ISBN 978-2-37671-399-9)

### Direction d'ouvrages
- Avec Patrice Rollet et Serge Toubiana, 100 journées qui ont fait le cinéma, textes de François Albera, Jacques Aumont, Antoine de Baecque, et al., éditions de l'Étoile, 1995  (ISBN 2-86642-159-0)
- Avec Thierry Paquot, La Ville au cinéma : encyclopédie, textes de Rommy Albers, Philippe Azoury, Loïc Bagès, et al., éd. Cahiers du cinéma, 2005  (ISBN 2-86642-411-5)
- Le Goût de la télévision. Anthologie des Cahiers du cinéma, éd. Cahiers du cinéma / INA, 2007  (ISBN 978-2-86642-470-1)

### Préfaces
- Benoit Basirico, La Musique de film : compositeurs et réalisateurs au travail, Hémisphères éditions, coll. « Ciné-cinéma », 2018  (ISBN 978-2-37701-020-2)
- Pierre Sky[11], Chant-contre-chant : fonctions de la chanson dans les films de Nanni Moretti, Marest éditeur, 2019  (ISBN 979-10-96535-17-0)
- Dominique Legrand, Nicolas Roeg : un cinéaste-expérimentateur au coeur des années 70, éditions Complicités, 2022  (ISBN 978-2-35120-447-4)
- Nicolas Sauvage, Curtis Mayfield : move on up, éditions le Boulon, 2023  (ISBN 978-2-38378-043-4)

### Hors-séries desCahiers du cinéma
- N° 1 : François Truffaut[12], avec Marcos Uzal, avril 2023
- N° 2 : David Lynch[13], avec Marcos Uzal, novembre 2023
- N° 3 : Jacques Demy[14], avec Marcos Uzal, avril 2024
- N° 4 : Clint Eastwood[15], avec Marcos Uzal, novembre 2024
- N° 5 : Alfred Hitchcock[16], avec Marcos Uzal, avril 2025